# (5670) Rosstaylor
(5670) Rosstaylor (1985 VF2) – planetoida z pasa głównego asteroid okrążająca Słońce w ciągu 5,67 lat w średniej odległości 3,18 j.a. Odkryta 7 listopada 1985 roku.